# Powiat Dornbirn
Powiat Dornbirn (niem. Bezirk Dornbirn) – powiat w zachodniej Austrii, najmniejszy w kraju związkowym Vorarlberg. Siedziba powiatu znajduje się w mieście Dornbirn.

## Geografia
Powiat znajduje się w dolinie Renu, jednak wschodnią część stanowi Las Bregencki. Graniczy na zachodzie ze Szwajcarią (kanton St. Gallen), na północy i wschodzie z powiatem Bregencja i na południu z powiatem Feldkirch.

## Historia
Powiat Dornbirn jest relatywnie młody, został on wyłączony z powiatu Feldkirch w 1969.

## Podział administracyjny
Powiat podzielony jest na trzy gminy, w tym dwie gminy miejskie (Stadt) oraz jedną gminę targową (Marktgemeinde).
| Miasta 1. Dornbirn (51 222) 2. Hohenems (17 239) Gminy targowe 1. Lustenau (23 843) |

(liczba mieszkańców 1 stycznia 2023)